# إدوارد بيرتن
إدوارد بيرتن (بالفرنسية: Édouard Bertin) هو رسام وصحفي فرنسي، ولد في 7 أكتوبر 1797 في باريس في فرنسا، وتوفي بنفس المكان في 13 سبتمبر 1871.